# Zorka Kohoutová
Zorka Kohoutová-Valdaufová (16. dubna 1931 Praha – 19. srpna 2019 Praha - Bohnice) byla česká zpěvačka a herečka.
Na počátku pěvecké kariéry účinkovala s velkými tanečními orchestry, posléze natrvalo zakotvila u takzvané "české lidovky". Do povědomí posluchačů pronikla v období spolupráce se Smyčcovým orchestrem Karla Valdaufa, posléze si založila vlastní doprovodný dechový orchestr Kutilka. Byla považována za nekorunovanou královnu české dechovky. Jejími nejznámějšími hity jsou Tvé vlasy kvetou, maminko a Nevybouřené mládí.
Zorka Kohoutová zemřela 19. srpna 2019 v Praze - Bohnicích.